# Bresse Vallons
Bresse Vallons község Franciaország Auvergne-Rhône-Alpes régiójában, Ain megyében. Új községként 2019. január 1-jén jött létre Cras-sur-Reyssouze és Étrez egyesítésével. A két korábbi település delegált község státusszal az új község része lett. Lakosainak száma 2393 fő (2022. január 1.).

## Népesség
| Lakosok száma | 2282 | 2307 | 2363 | 2368 | 2380 | 2393 |
|               | 2017 | 2018 | 2019 | 2020 | 2021 | 2022 |